# Aci Catena
Aci Catena é uma comuna italiana da região da Sicília, província de Catania, com cerca de 26.920 habitantes. Estende-se por uma área de 8 km², tendo uma densidade populacional de 3365 hab/km². Faz fronteira com Aci Castello, Aci Sant'Antonio, Acireale, Valverde.

## Demografia
| Variação demográfica do município entre 1861 e 2011                               |
|                                                                                   |
| Fonte: Istituto Nazionale di Statistica (ISTAT) - Elaboração gráfica da Wikipedia |